# سوفیا د گرسیا
سوفیا د گرسیا (به اسپانیایی: Sofía de Grecia)  ملکه مادر اسپانیا همسر خوآن کارلوس اول، پادشاه سابق اسپانیا و مادر فلیپه ششم، پادشاه کنونی اسپانیا است. او بزرگ‌ترین فرزند پائول، پادشاه یونان و همسرش شاهزاده سابق دانمارک است. سوفیا د گرسیا همچنین نوه‌ کنستانتین اول، پادشاه یونان و شاهدخت سوفیا پروس است. وی همچنین مادر دو فرزند دختر به نام‌های شاهدخت النا و شاهدخت کریستینا است.